# Konopki-Białystok
Konopki-Białystok – wieś w Polsce położona w województwie podlaskim, w powiecie kolneńskim, w gminie Grabowo. Leżą nad Skrodą dopływem Pisy.
| SIMC    | Nazwa  | Rodzaj    |
| ------- | ------ | --------- |
| 0397084 | Sulimy | część wsi |

Na przełomie 1783/1784 wieś leżała w parafii Grabowo, dekanat wąsoski diecezji płockiej i wraz z sąsiednimi Konopkami-Monetami była własnością osiemnastu rodzin szlacheckich: Bagińskich, Borzymowskich, Czaplickich, Chutkowskiego, Danowskiego, Dzięgielewskiego, Filipkowskiego, Gutowskiego, Gromadzkiego, Górskiego, Jurskiego, Konopków, Karwowskiego, Kossakowskiego, Mierzejewskiego, Obryckich, Rydzewskiego, Święszkowskich i Skrodzkich. W okresie międzywojennym majątek ziemski miała tu Marta Kozikowska (54 mórg).
W latach 1975–1998 miejscowość administracyjnie należała do województwa łomżyńskiego.
W skład sołectwa Konopki-Białystok wchodzi też dawna wieś Sulimy.
Wierni kościoła rzymskokatolickiego należą do parafii św. Jana Chrzciciela w Grabowie.